# Hlopeanîkî, Sosnîțea
Hlopeanîkî (în ucraineană Хлоп'яники) este localitatea de reședință a comunei Hlopeanîkî din raionul Sosnîțea, regiunea Cernihiv, Ucraina.

## Demografie
Componența lingvistică a localității Hlopeanîkî
     Ucraineană (98,89%)
     Alte limbi (1,11%)
Conform recensământului din 2001, majoritatea populației localității Hlopeanîkî era vorbitoare de ucraineană (98,89%), existând în minoritate și vorbitori de alte limbi.